# 谢赫扎耶德国际机场
谢赫·扎耶德国际机场是巴基斯坦伊斯蘭共和國旁遮普省拉希姆亞爾汗的國際機場，以阿拉伯聯合大公國开国总统扎耶德·本·苏尔坦·阿勒纳哈扬（即谢赫·扎耶德）的名字命名。

## 航點
國內線
- 巴基斯坦國際航空 (伊斯蘭馬巴德,喀拉蚩,拉合爾,費薩拉巴德)

國際線
- 巴基斯坦國際航空 (阿布達比)